# Чемпионат Северной, Центральной Америки и Карибского бассейна по волейболу среди женщин 1981
7-й чемпионат Северной, Центральной Америки и Карибского бассейна (NORCECA) по волейболу среди женщин прошёл с 4 по 10 июля 1981 года в Мехико (Мексика) с участием 9 национальных сборных команд. Чемпионский титул впервые в своей истории выиграла сборная США.

## Команды-участницы
Багамские Острова, Гватемала, Доминиканская Республика, Канада, Куба, Мексика, Нидерландские Антильские острова, Пуэрто-Рико, США.

## Система проведения чемпионата
9 команд-участниц на предварительном этапе разбиты на две группы. По две лучшие команды из групп выходят в полуфинал плей-офф и по системе с выбыванием определяют призёров первенства.  Итоговые 5—9-е места в круговом турнире разыгрывают команды, занявшие в группах 3—5-е места.

## Предварительный этап

### Группа А
| М | Команда                  | 1   | 2   | 3   | 4   | 5   | И | В | П | С/П  | О |
| - | ------------------------ | --- | --- | --- | --- | --- | - | - | - | ---- | - |
| 1 | Мексика                  |     | 3:1 | 3:0 | 3:0 | 3:0 | 4 | 4 | 0 | 12:1 | 8 |
| 2 | Канада                   | 1:3 |     | 3:0 | 3:0 | 3:0 | 4 | 3 | 1 | 10:3 | 7 |
| 3 | Доминиканская Республика | 0:3 | 0:3 |     | 3:0 | 3:0 | 4 | 2 | 2 | 6:6  | 6 |
| 4 | Багамские Острова        | 0:3 | 0:3 | 0:3 |     | 3:0 | 4 | 1 | 3 | 3:9  | 5 |
| 5 | Гватемала                | 0:3 | 0:3 | 0:3 | 0:3 |     | 4 | 0 | 4 | 0:12 | 4 |

4 июля: Канада — Доминиканская Республика 3:0 (17:15, 15:10, 15:7); Мексика — Багамские Острова 3:0 (15:5, 15:0, 15:4).
5 июля: Доминиканская Республика — Гватемала 3:0 (15:2, 15:0, 15:3); Мексика — Гватемала 3:0 (15:3, 15:2, 15:2).
6 июля: Доминиканская Республика — Багамские Острова 3:0 (15:2, 15:0, 15:3); Канада — Багамские Острова 3:0 (15:6, 15:1, 15:2).
7 июля: Мексика — Доминиканская Республика 3:0 (15:3, 15:6, 15:7); Канада — Гватемала 3:0 (15:3, 15:3, 15:3).
8 июля: Багамские Острова — Гватемала 3:0 (15:9, 15:7, 15:11); Мексика — Канада 3:1 (15:1, 13:15, 15:10, 15:13).

### Группа В
| М | Команда                          | 1   | 2   | 3   | 4   | И | В | П | С/П | О |
| - | -------------------------------- | --- | --- | --- | --- | - | - | - | --- | - |
| 1 | США                              |     | 3:0 | 3:0 | 3:0 | 3 | 3 | 0 | 9:0 | 6 |
| 2 | Куба                             | 0:3 |     | 3:0 | 3:0 | 3 | 2 | 1 | 6:3 | 5 |
| 3 | Пуэрто-Рико                      | 0:3 | 0:3 |     | 3:0 | 3 | 1 | 2 | 3:6 | 4 |
| 4 | Нидерландские Антильские острова | 0:3 | 0:3 | 0:3 |     | 3 | 0 | 3 | 0:9 | 3 |

4 июля: США — Нидерландские Антильские острова 3:0 (15:5, 15:2, 15:0); Куба — Пуэрто-Рико 3:0 (15:3, 15:9, 15:5).
6 июля: Куба — Нидерландские Антильские острова 3:0 (15:2, 15:3, 15:6); США — Пуэрто-Рико 3:0 (15:3, 15:2, 15:6).
7 июля: Пуэрто-Рико — Нидерландские Антильские острова 3:0 (15:2, 15:4, 15:7); США — Куба 3:0 (15:6, 15:5, 15:2).

## Классификационный раунд (за 5—9 места)
Курсивом отмечены результаты матчей предварительного этапа, пошедшие в зачёт классификационного раунда.
| М | Команда                          | 1   | 2   | 3   | 4   | 5   | И | В | П | С/П  | О |
| - | -------------------------------- | --- | --- | --- | --- | --- | - | - | - | ---- | - |
| 5 | Доминиканская Республика         |     | 3:1 | 3:0 | 3:0 | 3:0 | 4 | 4 | 0 | 12:1 | 8 |
| 6 | Пуэрто-Рико                      | 1:3 |     | 3:0 | 3:1 | 3:0 | 4 | 3 | 1 | 10:4 | 7 |
| 7 | Нидерландские Антильские острова | 0:3 | 0:3 |     | 3:0 | 3:0 | 4 | 2 | 2 | 6:6  | 6 |
| 8 | Багамские Острова                | 0:3 | 1:3 | 0:3 |     | 3:0 | 4 | 1 | 3 | 5:9  | 5 |
| 9 | Гватемала                        | 0:3 | 0:3 | 0:3 | 0:3 |     | 4 | 0 | 4 | 0:12 | 4 |

8 июля: Доминиканская Республика — Пуэрто-Рико 3:1 (15:11, 15:10, 11:15, 15:6); Нидерландские Антильские острова — Гватемала 3:0 (15:5, 15:11, 15:9); Пуэрто-Рико — Багамские Острова 3:1 (15:13, 13:15, 15:11, 15:6).
9 июля: Доминиканская Республика — Нидерландские Антильские острова 3:0; Пуэрто-Рико — Гватемала 3:0.
10 июля: Нидерландские Антильские острова — Багамские Острова 3:0 (17:15, 15:13, 15:10).

## Плей-офф

### Полуфинал за 1—4 места
9 июля
США — Канада 3:0 (15:3, 15:4, 15:5).
Куба — Мексика 3:2 (10:15, 8:15, 15:11, 15:6, 15:8).

### Матч за 3-е место
10 июля
Мексика — Канада 3:1 (12:15, 15:7, 15:5, 16:14)

### Финал
10 июля
США — Куба 3:1.

## Итоги

### Положение команд
| США                                 |
| Куба                                |
| Мексика                             |
| 4. Канада                           |
| 5. Доминиканская Республика         |
| 6. Пуэрто-Рико                      |
| 7. Нидерландские Антильские острова |
| 8. Багамские Острова                |
| 9. Гватемала                        |

### Призёры
США: Пола Вайсхоф, Сьюзан Вудстра, Рита Крокет, Дайана Себастьян, Клори Флэчмейер, Кэролайн Бекер, Фло Хайман, Джули Воллертсен, Дебби Грин, Люсия Чади, Лесли Деверо, Трэси Кларк. Главный тренер — Ари Селинджер.
  Куба: Мерседес Перес, Нельса Луис, Ана Ибис Диас, Таня Ортис, Инесма Молинет, Эмма Альфонсо, Ана Луиса Уррутьер, Маура Альфонсо, Жозефина О'Фаррил, Норка Латамблет, Милагрос Дальмаку, Элена Кастильо. Главный тренер — Хорхе Перес Венто.
  Мексика